# 先生はエライっ!
『先生はエライっ!』（せんせいはエライっ!）は、2008年4月12日に日本テレビ系で放送された単発テレビドラマ。主演はHey! Say! JUMPの中島裕翔、山田涼介、知念侑李、有岡大貴の4人。「イケてない」4人の中学生がさえない担任教師を「イケてる先生」にしようと奮闘する物語。

## あらすじ
同じクラスの梅野ワタル、竹倉燐と渋谷に行った松木聡太は偶然、私立中学に進学した友達の群青隼人から頼みごとをされる。聡太の担任で、皆から「ウザケン」と呼ばれている宇佐木に会わせてくれということだった。以前、宇佐木のことをとてもいい先生だと群青に自慢していた聡太は、会わせるべきか、会わせないべきか迷う。困った3人は、宇佐木にいい先生になってほしい、と頼み込むが、宇佐木は「お前たちが先生をいい先生に変えてみろ」と言う。聡太たちは宇佐木のどこを変えればいいか考えて学校に行くうちに、変わっていく。

## キャスト
松木 聡太（まつき そうた／聡ちゃん）
演 - 中島裕翔（Hey! Say! JUMP）
渋谷に親抜きで行くのが憧れ。携帯電話は持っていない。「そういうことじゃないんだよ」が口癖。小学校のとき学校で大便をしてまわりにからかわれたとき、群青に助けてもらってから、群青には負けたくないと思っている。英語のテストで1点を取ったが、ウザケンとの約束を守るために猛勉強して100点を取る。
群青 隼人（ぐんじょう はやと／群青くん）
演 - 山田涼介（Hey! Say! JUMP）
高層マンションに住んでおり、少々嫌味な性格。聡太とワタルと同じ小学校に通っていたが、中学からは都内の私立中学に通っている。
梅野 ワタル（うめの わたる／ワタ）
演 - 知念侑李（Hey! Say! JUMP）
服や下着などは母に買ってもらっており、「お母さんに聞いてみる」が口癖。渋谷に行く前に、イメージトレーニングとして「はじめてのおつかい」を見る。
竹倉 燐（たけくら りん／竹倉くん）
演 - 有岡大貴（Hey! Say! JUMP）
聡太とワタルと同じクラス。「女子ってやつは」が口癖。女子には竹下と名前を間違えられる。「自分はみる子に思いを寄せている」と思っていたが、実はみる子の隣にいつもいる、桃に思いを寄せていた。妄想癖があり、飛躍した想像力の持ち主。ウザケン七不思議をすべて知っている。
宇佐木 健也（うさき けんや／ウザケン）
演 - ユースケ・サンタマリア
生徒からは「うざい」と思われている。しかし、過去の1人の生徒からは「良い先生」と言われていた。ウザケン七不思議という噂を流されていて、しかもすべて知っている。無愛想。
青山 雪
演 - 香里奈
ウザケンに思いを寄せる、保健室の先生。
池野 一
演 - 阿部力
ウザケンの担任代理。
松木 菊一郎
演 - 尾美としのり
聡太の父親。寝ながら屁をする。
松木 花恵
演 - 榊原郁恵
聡太の母親。
松木 拓未
演 - 中田大智（当時B.O.Y.S）
聡太の兄。高校進学とともに部屋をリフォームしてもらう。聡太の部屋の扉を突き破る。
青山 秋男
演 - 安田顕
雪の兄。病院に務めている。
田中 みる子
演 - 田中あさみ
愛称はみるみる。竹倉のことを毎回、竹下と間違える。竹倉に振られて殴るが、桃との恋を応援する。
鈴木 桃
演 - 足立梨花
愛称は桃りん。卓球部。みる子と仲の良い友達。
加藤 沙羅
演 - 田嶋友
佐伯 純
演 - 若葉竜也
群青と同じバイオリン教室で習う先輩。過去に聡太たちと同じ中学校に通っていて、ウザケンが担任だった。ウザケンのことを、良い先生と慕う。保健室に落書きを残す。
綿瀬川 光輝
演 - 野澤祐樹（ジャニーズJr.）
群青の友達。私立の進学校に通う。
若ノ宮 誠
演 - 大川慶吾（当時ジャニーズJr.）
群青の友達。私立の進学校に通う。
2年B組生徒
男子生徒
- 伊東誠、桑原成吾、志村勇人、新井大輔、岡本拓郎、菊池有樹哉、高井健太、恵隆一郎

女子生徒
- 薄井千織、奥ノ矢佳奈、角池恵里菜、井上栞、神長優、鈴木久美子、塚田帆南、服部杏奈、馬場梨里杏、水元桃子、渡辺栄香

## スタッフ
- 参考文献：『先生はえらい』（内田樹著、筑摩書房）
- 脚本：水橋文美江
- 演出：中島悟（アベクカンパニー）
- メインテーマ：菅野祐悟
- 音楽：神坂亭輔
- 音楽プロデュース：志田博英
- OP作画：大野大樹
- OPタイトル：EDPグラフィックワークス
- 技術協力：NiTRO
- 美術協力：日テレアート
- 編集・MA：クロースタジオ
- スタジオ：砧スタジオ、緑山スタジオ・シティ
- ロケ協力：潮来市、いたこフィルムコミッション、いばらきフィルムコミッション、東日本旅客鉄道、tokyuC&C、栄光ゼミナール　ほか
- プロデューサー：櫨山祐子、秋元孝之（アベクカンパニー）
- 製作協力：アベクカンパニー
- 製作著作：日テレ

## 音楽
- 「涙くんさよなら」（Hey! Say! JUMP）
  - ジャニーズのカバー曲。